# Baker Street
Baker Street – londyńska ulica w dzielnicy City of Westminster. Znana głównie dzięki literackim postaciom Sherlocka Holmesa i doktora Watsona, stworzonym przez sir Arthura Conana Doyle’a, które zamieszkiwały pod numerem 221B.
W 1971 dokonano przy niej napadu na Lloyds Bank.

## Metro i transport

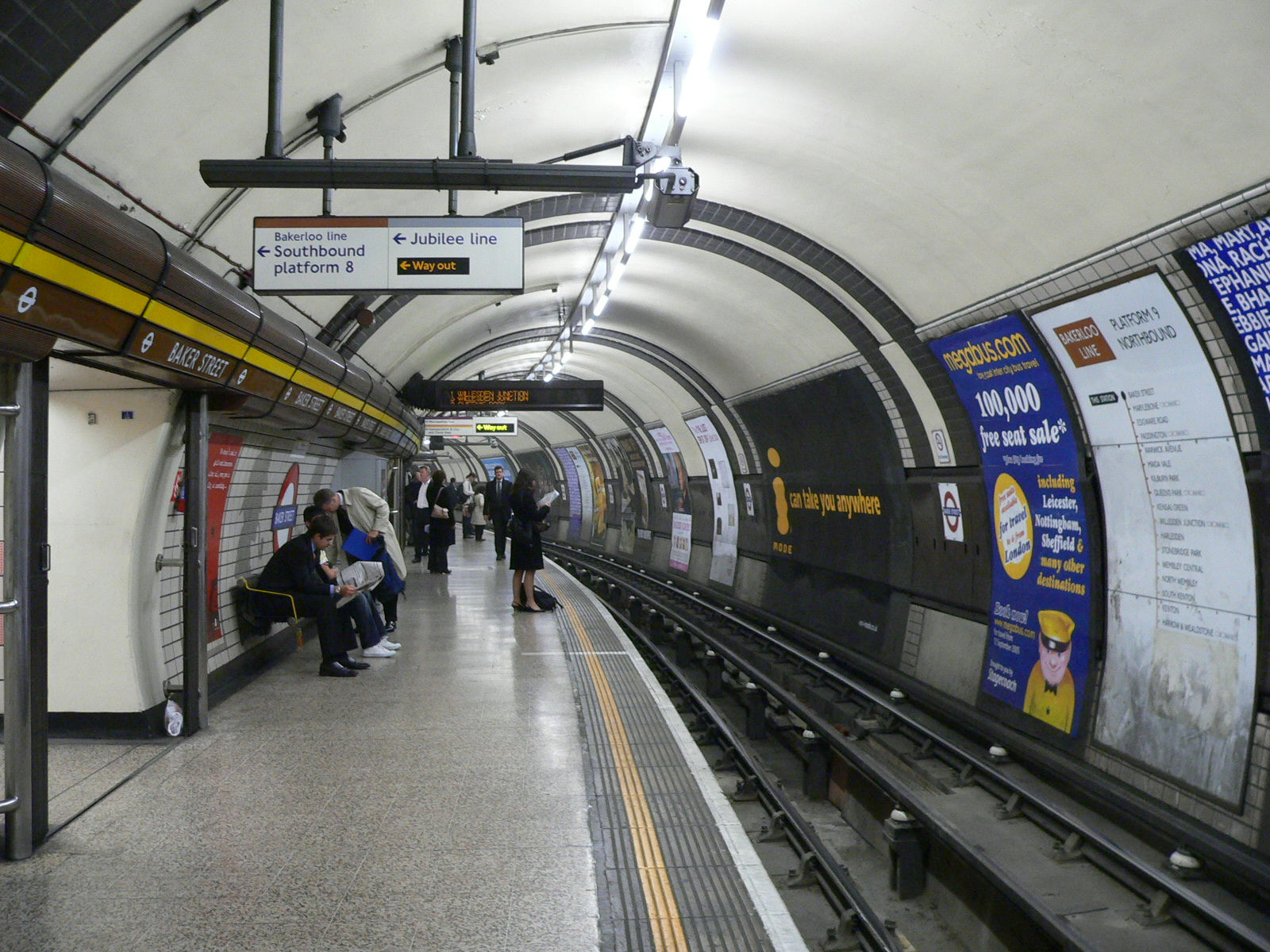
Baker Street – stacja metra

W sąsiedztwie ulicy Baker jest usytuowana stacja londyńskiego metra o tej samej nazwie. Obsługuje następujące linie: Bakerloo Line, Circle Line, Hammersmith & City Line, Jubilee Line i Metropolitan Line.
Oprócz samego metra, na Baker Street kończą i zaczynają swój kurs połączenia międzymiastowe.

## Sherlock Holmes i dr Watson

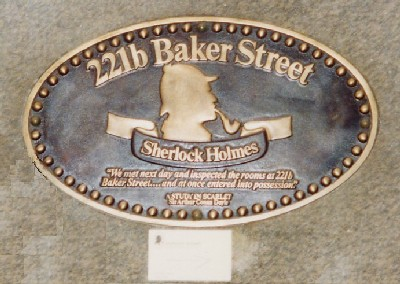
221B Baker Street

Bohaterowie powieści i opowiadań Arthura Conana Doyle’a mieszkali pod nieistniejącym w rzeczywistości numerem 221B. Adres ów doprowadził do ich spotkania i znajomości, co zostało opisane w książce Studium w szkarłacie, wydanej w 1887. Według piśmiennictwa Conana Doyle’a, Holmes i Watson mieszkali tam w latach 1881–1904. Domem opiekowała się pani Hudson. Powołane w późniejszym czasie Muzeum Sherlocka Holmesa, opatrzone adresem: 221B Baker Street, znajduje się w istocie między numerami 237 i 241. Przy jednym z wejść do metra znajduje się pomnik Sherlocka Holmesa z tablicą interaktywną.

## Popularność Baker Street
Oprócz wspomnianego wcześniej Sherlocka Holmsa ulica ta znana jest z piosenki Gerry’ego Rafferty’ego, której tytuł jest taki sam jak nazwa ulicy. Na Baker Street znajduje się sklep z akcesoriami zespołu The Beatles – London Beatles Store. Powstał także film pt. Angielska robota, który nawiązywał do napadu na bank na Baker Street. W roku 1835 Madame Tussaud utworzyła tam swoje pierwsze muzeum figur woskowych, które teraz znajduje się obok Baker Street, na Marylebone Street.